# Velvel Zbajer
Velvel Zbajer (n. Benjamin Wolf Ehrenkrantz, n. 1826, Zbaraj, Austro-Ungaria – d. 2 iunie 1883, Constantinopol, Imperiul Otoman) a fost un cântăreț de limba idiș originar din Galiția. El era cunoscut pentru mini-melodramele sale, acesta fiind considerat un precursor al teatrului în limba idiș.